# خلع سلاح (فیلم)
خلع سلاح فیلمی به کارگردانی و نویسندگی علیرضا داوودنژاد محصول سال ۱۳۷۳ است.

## داستان
همسر معاون فرماندار يكي از شهرهاي گيلان براي پرهيز از كشف حجاب به روستايي در دوردست پناه مي‌برد و شوهرش تدريجاً به رهبر نهضت آزادي نسوان تعلق خاطر پيدا کرده و  آن‌ها تصميم به ازدواج مي‌گيرند. در همين حین دامنه جنگ جهاني دوم به ايران مي‌رسد و استان گيلان به اشغال قواي روس درمي‌آيد و اين واقعه همه چيز را دگرگون مي‌كند....

## بازیگران
- محمدرضا داوودنژاد
- ویکتور آنانین
- حسین میرآقایی
- کیوان خسرومرادی
- زهره میرآقایی
- فریده توکلی
- فرد داوودیان
- حسن باقری‌نژاد رودبنه
- رحمان مقدم